# Hexaplex fulvescens
Hexaplex fulvescens là một loài ốc biển, là động vật thân mềm chân bụng sống ở biển trong họ Muricidae, họ ốc gai.

## Phân bố
Native tới miền tây Đại Tây Dương from North Carolina to Florida and also present in the Gulf of Mexico from Florida phía tây đến Texas.